# Lac Lubans
Le lac Lubans (en letton : Lubāns) est le plus grand lac de Lettonie. 
Il est situé à l'est du pays près de la ville de Lubāna. Il s'étend sur 80,7 km2.

## Géographie

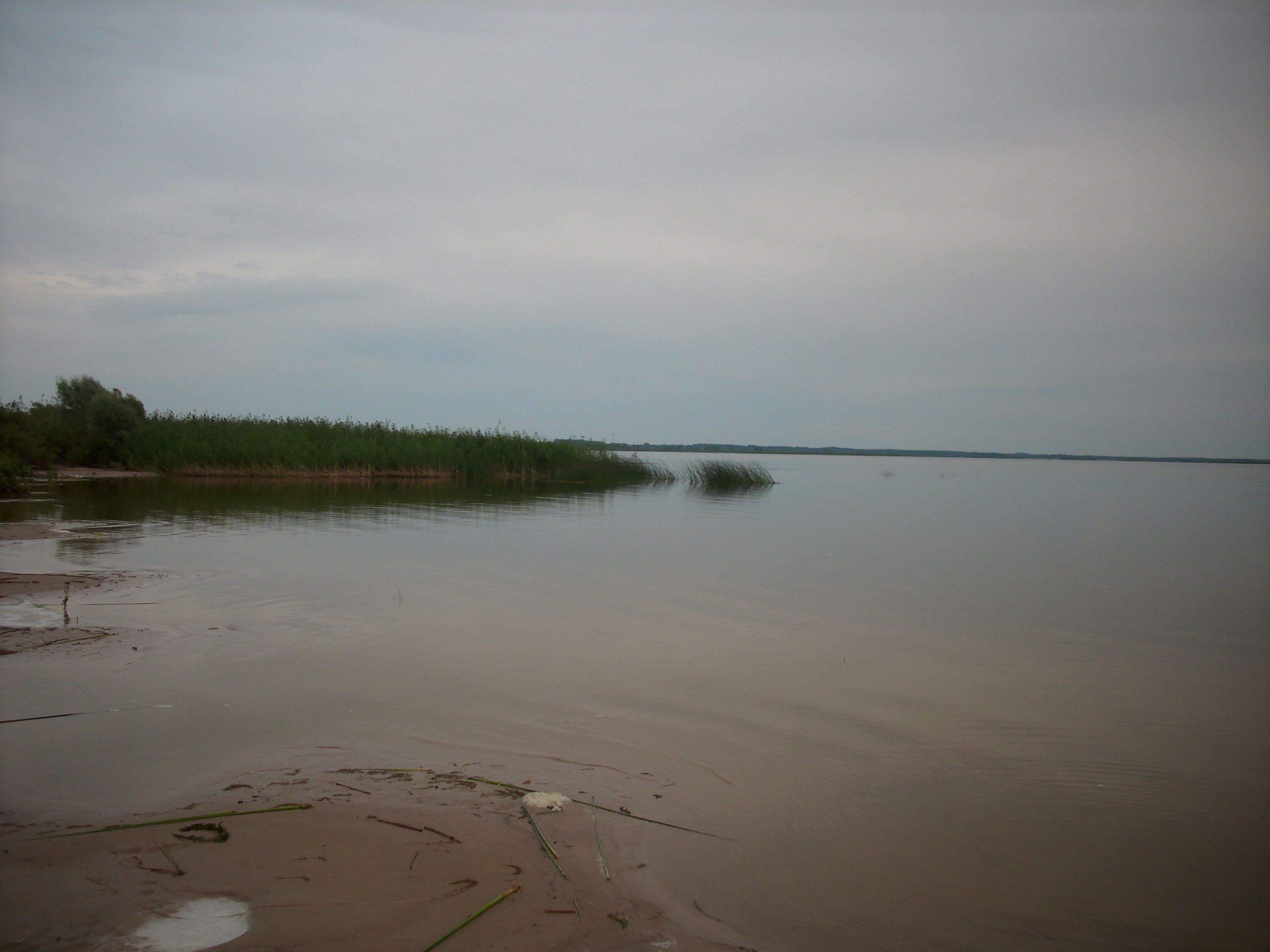

Le lac se trouve sur la plaine de Lubāna dans le Vidzeme, sur le territoire de Rēzeknes novads et Madonas novads. Le lac comporte une île Akmeņsala (Île de pierres). 
Le village de pêcheurs Īdeņa (Nagļu pagasts) est la localité la plus proche.

## Hydrologie
L'alimentation du lac est assurée par les cours d'eau, la Rēzekne et la Malta. Toutes les autres rivières qui jadis alimentaient le plan d'eau ont été détournées, à comprendre Lakste, Asne, Strūidze, Lisiņa, Teiča, Melmute, Sala, Pupiņa. La superficie de son bassin a donc progressivement diminué de 6650 km² jusqu'à 2040 km². La superficie du lac lui-même a également changé au fil du temps. Au début du XXe siècle, la crue annuelle faisait monter le niveau d'eau de deux mètres, inondant jusqu'à 650 km² de territoire adjacent. À la suite de la régulation du déversoir d'Aiviekste entreprise dès 1929 le niveau a progressivement baissé et la superficie fut réduite.
- 1850 - 97,7 km²
- 1900 - 90,4 km²
- 1974 - 24,85 km²
- 1995 - 80,7 km²

La superficie du Lubans avait atteint sa taille minimum dans les années 1970. À cette époque le plus grand lac de Lettonie était le Lac Rāzna.
Aujourd'hui, l'ouvrage hydrotechnique autour du lac comprend 93 km de canaux, 90 km de digues et deux écluses, celle de Aiviekste au nord et celle du canal Meirānu au sud. L'ancienne plaine d'inondation accueille de nombreux étangs de poisson dont la superficie totale est de 1750 ha. De même 180 km² de terres inondables des alentours sont asséchés.

## Milieu naturel
Le site du lac représente une zone humide avec les rives généralement basses, tourbeuses, voire marécageuses, couvertes en grande partie par la végétation hélophyte. On y dénombre quatorze espèces de poissons. Les étendues de marais et de tourbières composent en grande partie le territoire du bassin. C'est le seul endroit en Lettonie où on a observé les nids de guifette moustac, grèbe à cou noir, chevalier bargette et chevalier stagnatile.

## Protection
La zone humide autour du lac est protégée depuis 2002 par la Convention de Ramsar particulièrement comme habitat des oiseaux d'eau. En 2009, un site naturel protégé a été créé, il est inclus dans le Réseau Natura 2000 - Lubāna mitrāja dabas liegums.